# 黃體大絲油鯰
黃體大絲油鯰，為輻鰭魚綱鯰形目長鬚鯰科的其中一種，分布於南美洲馬格達萊納河流域，體長可達15.9公分，棲息在河川底部，屬肉食性，生活習性不明。

## 擴展閱讀
維基物種上的相關：黃體大絲油鯰